# Condat (Lot)
Condat – miejscowość i gmina we Francji, w regionie Oksytania, w departamencie Lot.
Według danych na rok 1990 gminę zamieszkiwało 310 osób, a gęstość zaludnienia wynosiła 51 osób/km² (wśród 3020 gmin regionu Midi-Pireneje Condat plasuje się na 757. miejscu pod względem liczby ludności, natomiast pod względem powierzchni na miejscu 1404.).